# 李元明
李元明（1953年2月—），男，福建人，中华人民共和国政治人物、外交官。

## 生平
1996年，任福建省宁德地区行署专员助理，升副专员。1998年，任宁德市副市长。2000年，调中华人民共和国外交部，任外交部西欧司参赞。2001年，任驻爱尔兰大使馆首席馆员、参赞。2002年3月，出任中华人民共和国驻温哥华总领事。2005年1月，担任中华人民共和国驻巴哈马大使。2008年，任外交部行政司副司长（正司级）。2010年，任外交部驻香港特派员公署副特派员。2014年1月，任满离职。